# 열분해

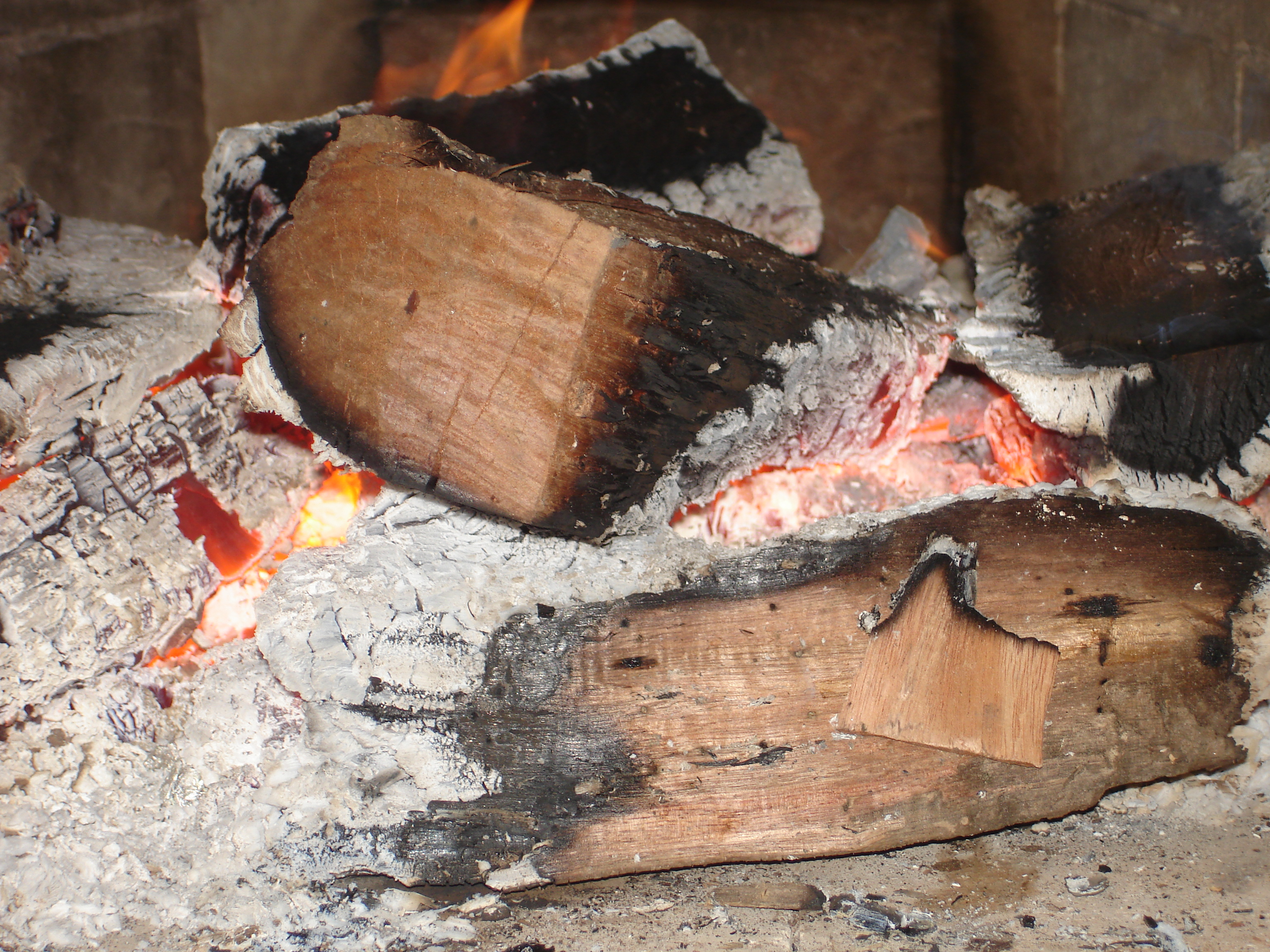
불타고 있는 나무 조각. 산화 연소에 의해 여러 단계의 열분해가 나타난다.

열분해(熱分解)는 물질에 높은 온도로 가열하여 일어나는 화학물질의 분해 반응을 가리킨다. 열분해는 일반적으로 430 °C (800 °F) 이상의 온도에서 운영된다. 이 용어의 영어 낱말 pyrolysis는 그리스어에서 파생한 형태소 pyr("불")과 lysis(분리)에서 만들어졌다.

## 용도
- 불
- 요리
- 나무를 숯으로 전환
- 코크스화
- 탄소 섬유
- 생물체 원료
- 플라스틱 쓰레기 처리

## 처리
수많은 산업에서 이러한 처리는 430 °C (806 °F) 이상에서 이루어진다. 농업 쓰레기의 경우 일반적인 온도는 450 ~ 550 °C (840 ~ 1,000 °F)이다.

## 같이 보기
- 열
- 크래킹